# Балобаново (Богородский городской округ)
Балобаново — село в Богородском городском округе Московской области России.

## География
Село располагается на западе Богородского городского округа, близ границы с городским округом Щёлково, в 40 км от Москвы по Горьковскому шоссе.
Ландшафт — частные кирпичные дома высотой 2—3 этажа, а также одноэтажные деревянные дома.
По территории села протекает река Клязьма.

## Население
| 1852 | 1859 | 1869 | 1886 | 1926  | 2002 | 2006 |
| ---- | ---- | ---- | ---- | ----- | ---- | ---- |
| 717  | ↗795 | ↗863 | ↘845 | ↗1296 | ↘570 | ↘473 |
| 2010 | 2014 | 2015 | 2016 | 2017  |      |      |
| ↗577 | ↗690 | ↗701 | ↘700 | ↗722  |      |      |

## История
Первые упоминания о селе относятся к 1574 году. Балобаново тогда называлось Кошелев стан на Клязьме, а нынешнее название села исторически записывалось Балабаново.
В XIX веке в селе существовали надомные производства, на станах которых вырабатывали шелк у купцов В. А. Вакурова и Я. Н. Чадина, парусину — у В. Ф. Малькова. В 1903 году по заказу и на средства купца Липина, имевшего в Балобанове лентоткацкую фабрику, была поставлена Армянская церковь, вскоре её переделали в Русскую, но архитектура осталась прежней. К столетнему юбилею храм был отреставрирован.
До Октябрьской революции жители села занимались хлебопашеством, держали скот, птицу и подрабатывали у местных фабрикантов. После революции в селе был организован колхоз. Затем он был объединён с Бездедовским и Колонтаевским.
В 1950-е годы в Балобанове был проложен водопровод, построена дорога и стал ходить автобус, связавший село с посёлком Обухово и селом Кудиново.
В 1960 году началось укрупнение колхоза. К нему присоединились колхозы деревень Ельня, Каменки, Аксёно-Бутырки и колхоз «Балобановский» был переименован в совхоз «Ногинский». Началось строительство жилья. В деревнях Каменки и Аксёнки были построены коттеджи, а в Обухове — микрорайон «Совхозные дома», школа, детский сад, склады.
В 1960-е годы в селе были футбольная и пожарная команды. На месте бывшей фабрики купца Липина работала макаронная фабрика. Её продукция распространялась не только по Ногинскому району, но и за его пределами.
В 1970 году Балобаново было газифицировано.
«Перестройка» больно ударила по селу. Сократились посевные площади, многие ушли из совхоза в поисках новой работы. Путём перепрофилирования совхоз «Ногинский» был сохранён. К его традиционным функциям прибавились семеноводство, цветоводство. Сейчас на полях продолжают выращивать картофель, капусту, свеклу, зерновые. Увеличилось поголовье скота, был введён в строй комбикормовый цех.
С 1 января 2006 года село входило в состав муниципального образования «городское поселение Обухово». До того Балобаново являлось центром Балобановского сельского округа, куда, помимо села, входили деревни Аборино, Бездедово, Горбуша, Кашино, Колонтаево, Меленки, Шульгино. С 1 января 2006 года все они, кроме, собственно, Балобаново, вошли в состав сельского поселения Аксёно-Бутырское.
После реформирования Ногинского района и упразднения городского поселения Обухово в 2017 году село Балобаново пребывает в составе Богородского городского округа.

## Инфраструктура
В Балобанове имеются библиотека, сельский клуб, фельдшерский пункт. 26 августа 2012 года был торжественно открыт восстановленный стадион.

## Экономика
Основная ориентация — сельское хозяйство. На территории села находится сельскохозяйственное предприятие ЗАО «Ногинское».

Также имеется макаронная фабрика, на территории которой делают макаронные изделия, разливают газированные напитки.

## Культура
Село Балобаново — один из очагов особой, исконно подмосковной песенной традиции, отличающейся рядом композиционных особенностей и мастерством импровизации подголосков. В 1976 году это село посетила музыковед-этнограф С. И. Пушкина, которая отмечала большую артистичность местных певиц: А. С. Горьковой (1899 — не ранее 1976), О. И. Парамоновой (1913 — не ранее 1976) и др. Записанный Пушкиной образец балобановской вокальной традиции (песня «Уж ты, день, ты, мой денёчек…») опубликован в сборнике «Русские народные песни Московской области».

## Достопримечательности

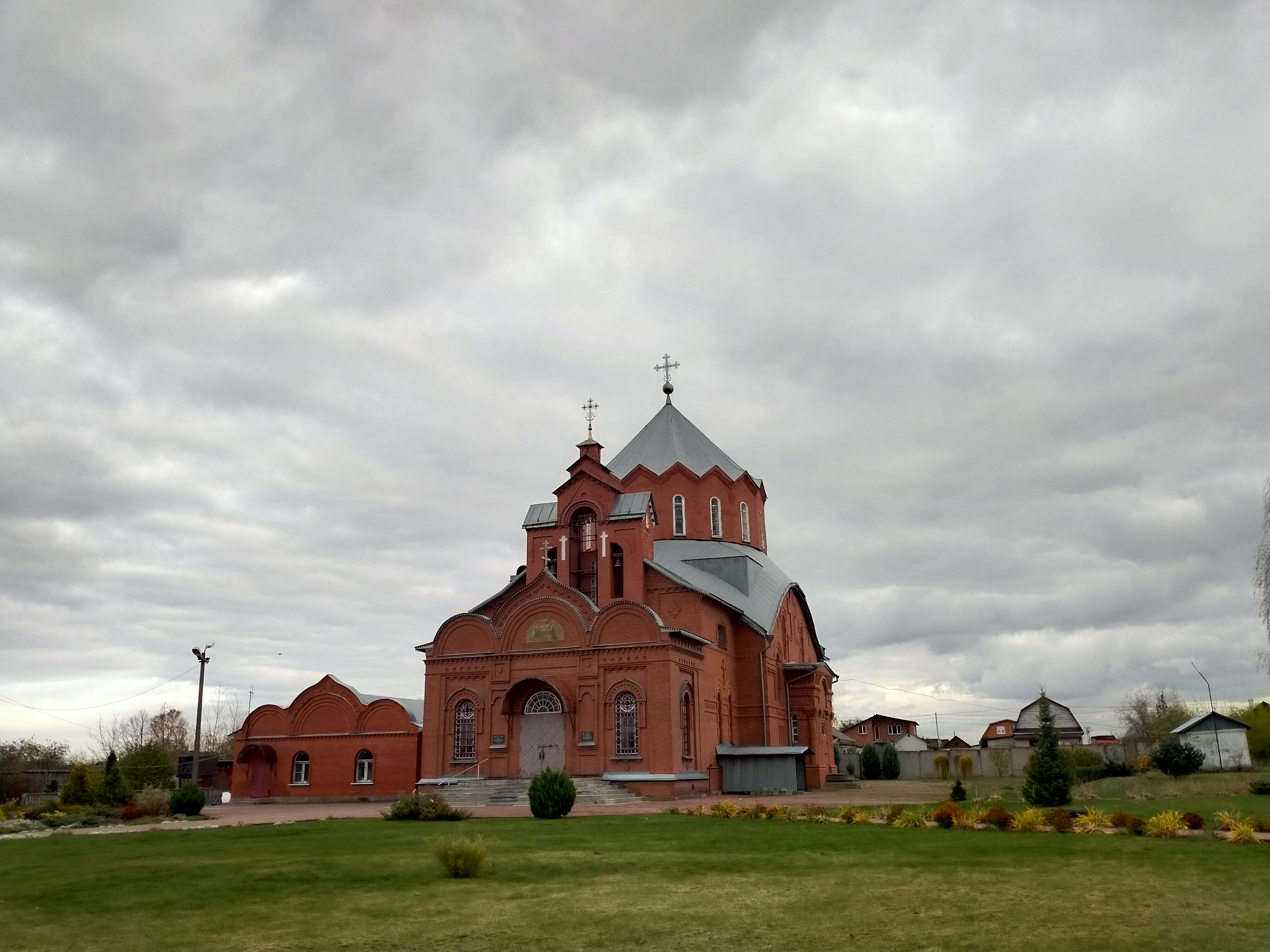
Церковь Троицы в с. Балобаново

Основная достопримечательность — церковь Троицы Живоначальной (1899—1903, архитекторы В. Ф. Жигардлович (?) и Т. И. Семёнов), представляющая собой образец русского стиля с элементами модерна.